# Åsbjørn Skjærpe
Åsbjørn Skjærpe (1º agosto 1931 – 12 gennaio 1994) è stato un calciatore norvegese, di ruolo attaccante.

## Carriera

### Club
Skjærpe vestì la maglia del Viking dal 1954 al 1963, realizzando 58 reti in 135 incontri di campionato. Nel 1964, giocò per il Nærbø. Nel 1965, fece ritorno al Viking: complessivamente, con questa maglia, totalizzò 146 reti in 278 incontri. Di queste marcature, 62 furono in campionato, 31 nella coppa nazionale e 53 in amichevole. In virtù di questo score, occupa il 6º posto nella graduatoria dei migliori marcatori della storia del Viking.

## Palmarès

### Club

#### Competizioni nazionali
- Campionato norvegese: 1

Viking: 1957-1958
- Coppa di Norvegia: 1

Viking: 1959